# 巨獸戰爭 恐龍3D
《巨兽战争 恐龙3D》是育碧开发的任天堂3DS平台冒险式角色扮演游戏。游戏于2011年2月在日本发行，次月在西方推出。游戏中玩家控制各种恐龙和敌对恐龙战斗，并通过关卡和最终头目艾伯塔龍对战。